# Hattat Tarım
Hattat Tarım – turecki producent ciągników rolniczych z siedzibą w Çerkezköy, w prowincji Tekirdağ, w Turcji, będący częścią Hattat Holding. Firma ta produkuje ciągniki rolnicze pod markami Hattat, Valtra i Ursus.

## Historia
Hattat Tarım został utworzony w 1998 roku. W 2001 roku podpisano umowę z rumuńskim Tractorul UTB S.A na produkcję ciągników marki Universal. W 2002 roku rozpoczęto negocjacje z fińskim przedsiębiorstwem Valtra, które zakończyły się podpisaniem umowy w 2003 roku o technicznej kooperacji i produkcji Valtra serii 100 i A na rynek turecki. Ich produkcję rozpoczęto w 2004 roku. Od 2007 roku seria A produkowana w Çerkezköy jest sprzedawana przez Valtra Inc. na pozostałych rynkach świata. W 2007 roku ciągniki zaczęły być oferowane na turecki rynek pod własną marką Hattat. W 2008 roku rozpoczęto produkcję ciągnika Hattat A. 20 maja 2009 roku została podpisana umowa na dystrybucję ciągników przez POL-MOT Warfama pod marką POL-MOT H na rynek polski.